# Nadiya Shpylka
Nadiya Shpylka –en ucraniano, Надія Шпилька– (14 de diciembre de 1993) es una deportista ucraniana que compite en halterofilia. Ganó una medalla de bronce en el Campeonato Europeo de Halterofilia de 2023, en la categoría de 59 kg.

## Palmarés internacional
| Campeonato Europeo | Campeonato Europeo | Campeonato Europeo | Campeonato Europeo |
| Año                | Lugar              | Medalla            | Categoría          |
| ------------------ | ------------------ | ------------------ | ------------------ |
| 2023               | Ereván (Armenia)   | Medalla de bronce  | 59 kg              |